# 顾晋 (医生)
顾晋（1959年2月—），上海人，汉族，中国农工民主党党员。中华人民共和国政治人物、第十三届全国人民代表大会北京市代表。北大首钢医院院长、北京大学肿瘤医院结直肠肿瘤外科主任医师。

## 生平
2018年，顾晋被选为北京市出席第十三届全国人民代表大会代表。